# Jugozapadni tai jezici
Jugozapadni tai jezici, jugozapadni ogranak jezične skupine tai raširenih po Vijetnamu, Tajlandu, Indiji, Burmi, Laosu i Kini. Obuhvaća (32) jezika unutar nekoliko užih skupina to su (32): 
a. Istočni Centralni ili Chiang Saeng (10): phuan [phu] (Tajland), tai daeng [tyr] (Vijetnam), tai dam [blt] (Vijetnam), tai dón [twh] (Vijetnam), tai hang tong [thc] (Vijetnam), tày tac [tyt] (Viet Nam), thai [tha] (Tajland), thai song [soa] (Thailand), sjeverni thai [nod] (Tajland), thu lao [tyl] (Vijetnam)
b. Lao-Phutai (4): lao [lao] (Laos), nyaw [nyw] (Taland), phu thai [pht] (Tajland), , Sjeveroistočni thai [tts] (Tajland)
c. Sjeveozapadni (9): ahom [aho] (Indija), aiton [aio] (Indija), khamti [kht] (Burma), khamyang [ksu] (Indija), khün [kkh] (Burma), lü [khb] (Kina), phake [phk] (Indija), shan [shn] (Burma), tai nüa [tdd] (Kina)
d. Južni (1): Thai, Južni [sou] (Tajland)
e. Neklasificirani (2): tai hongjin [tiz] (Kina), yong [yno] (Tajland)
pa di [pdi] (Kina),
pu ko [puk] (Laos)
tai long [thi] (Laos),
tai thanh [tmm] (Vijetnam),
tai ya [cuu] (Kina),
tày sa pa [tys] (Vijetnam)

## Vanjske poveznice
- Ethnologue (14th)
- Ethnologue (15th)